# Wikipedia in macedone
La Wikipedia in macedone (macedone: Македонска Википедија), spesso abbreviata in mk.wiki, è l'edizione in lingua macedone dell'enciclopedia online Wikipedia.

## Storia
È stata aperta il 4 settembre 2003.

## Statistiche
La Wikipedia in macedone ha 150 941 voci, 578 772 pagine, 122 097 utenti registrati di cui 271 attivi, 12 amministratori e una "profondità" (depth) di 74 (al 23 marzo 2025).
È la 64ª Wikipedia per numero di voci ma, come profondità, è la 25ª fra quelle con più di 100.000 voci (al 14 ottobre 2024).

## Cronologia
- 8 giugno 2005 — supera le 1000 voci
- 22 giugno 2007 — supera le 10.000 voci
- 2 ottobre 2011 — supera le 50.000 voci ed è la 54ª Wikipedia per numero di voci
- 1º maggio 2019 — supera le 100.000 voci ed è la 62ª Wikipedia per numero di voci
- 24 febbraio 2025 — supera le 150.000 voci ed è la 64ª Wikipedia per numero di voci